# Tratado de Finkenstein

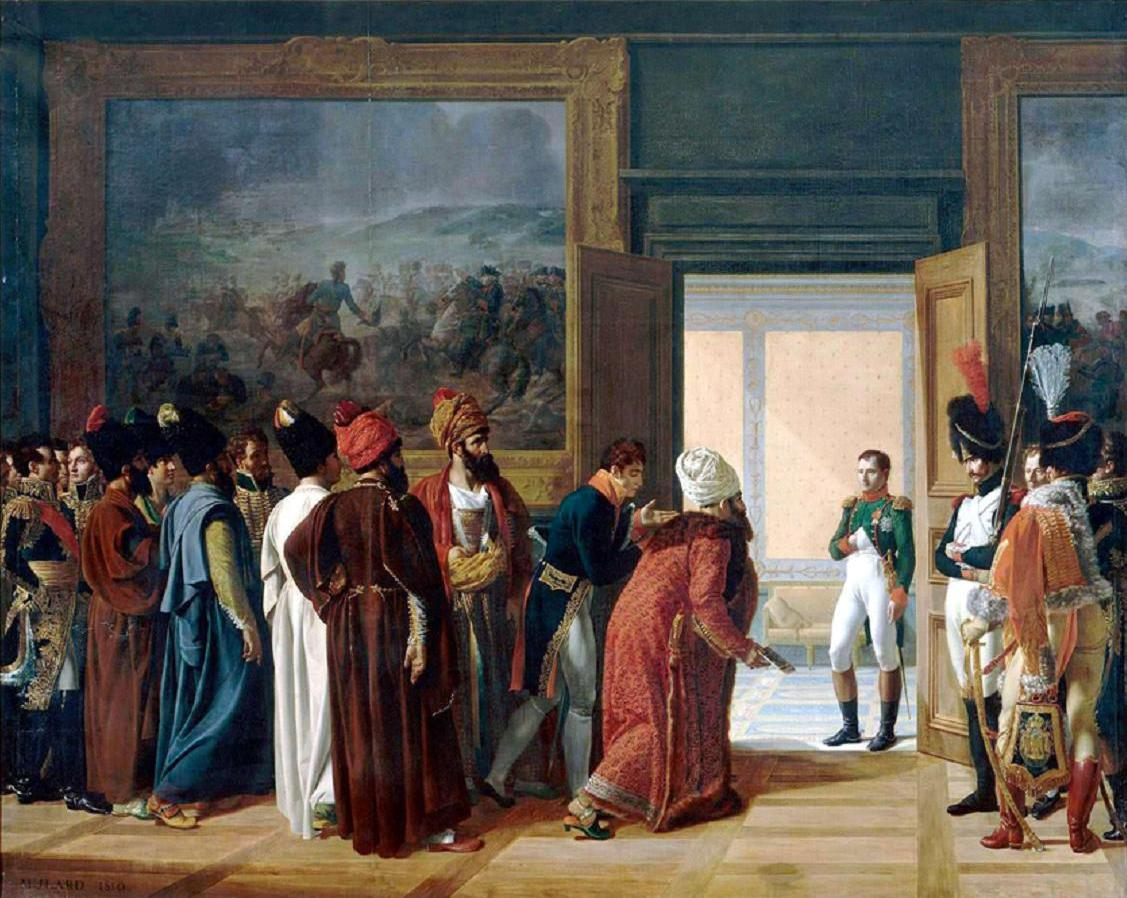
A reunião do enviado persa, Mirza Mohammed Reza-Qazvini com Napoleão I no Palácio de Finckenstein, 27 de abril de 1807, por François Mulard.

O Tratado de Finckenstein foi celebrado entre a França e a Pérsia (atual Irã) no Palácio de Finckenstein (Prússia Oriental) em 4 de maio de 1807, e formalizou a aliança franco-persa. Napoleão I garantiu a integridade da Pérsia, reconhecida parte da Geórgia e as outras partes da Transcaucásia e uma parte do Norte do Cáucaso (Daguestão) como a posse de Fath Ali Shah, e foi fazer todos os esforços possíveis para restaurar esses territórios a ele. Napoleão também prometeu  fornecer o xá com armas, oficiais e trabalhadoras. França em seu lado requiriu o Xá a declarar guerra contra o Reino Unido, para expulsar todos os cidadãos britânicos da  Pérsia, e para manter um caminho aberto para que a França  ataque  possessões britânicas no Extremo Oriente. Apesar do Tratado de Finckenstein,a França não conseguiu vencer uma guerra diplomática em torno da Pérsia e nenhum dos termos do tratado foram realizados. Em 12 de março de 1809, o Reino Unido assinou um tratado com Pérsia forçando os franceses a ficarem fora da política desse país.